# 岔河镇 (如东县)
岔河镇，是中华人民共和国江苏省南通市如东县下辖的一个乡镇级行政单位。

## 行政区划
岔河镇下辖以下地区：
迎春社区、燕川社区、镇北社区、其国社区、古坝社区、振兴村、汤桥村、南桥村、金河村、金桥村、兴发村、金发村、龙发村、兴河村、银河村、新坝村、新桥村、振河村、兴北村、新港村、古北村、陆港村、启秀村、坝东村、三联村、龙凤村和玉林村。